# Courthézon
Courthézon település Franciaországban, Vaucluse megyében. Lakosainak száma 6245 fő (2022. január 1.). Courthézon Bédarrides, Orange, Châteauneuf-du-Pape, Jonquières és Sarrians községekkel határos.

## Népesség
A település népességének változása:
| Lakosok száma | 5489 | 5476 | 5626 | 5639 | 5723 | 6026 | 6049 | 6064 | 6245 |
|               | 2013 | 2015 | 2016 | 2017 | 2018 | 2019 | 2020 | 2021 | 2022 |